# Haunstrup
Havnstrup (ifølge byskilte, officielle adresser og DSD Haunstrup) er en landsby i Midtjylland med under 200 indbyggere (2010), sidst Havnstrup havde over 200 indbyggere var i 2007. Havnstrup er beliggende 12 kilometer vest for Herning og 12 kilometer øst for Videbæk. Lokaliteten tilhører Herning Kommune og er beliggende i Haunstrup Sogn. Haunstrup Kirke ligger i byen. Syd for byen ligger Jyllands Park Zoo og Haunstrup Brunkulslejer i et område på 2,3 km² der var i drift frem til 1969. Området blev købt af staten 1976 og tilplantet. 51,3 hektar af området blev fredet i 1980.